# 尚盧·高達
尚盧·高達（法語：Jean-Luc Godard，法語發音：[ʒɑ̃ lyk ɡɔdaʁ]；1930年12月3日—2022年9月13日），法國和瑞士籍導演。他是法國新浪潮電影的奠基者之一。
高達的雙親是法國兼瑞士籍。他曾經在瑞士的尼翁接受教育，之後在法國唸高中，繼而入讀巴黎大學。他在索邦大學的日子裡對電影產生興趣，畢業後數年間夥同年輕的電影人製作人和影評人推動法國電影新浪潮。
高達的電影通常被視為挑戰和抗衡荷里活電影的拍攝手法和敍事風格。他也把自己的政治思想和對電影發展史的观点注入他的電影。在他的作品裡可以經常發現存在主義和馬克思主義哲學的影子。

## 生平

### 從影評界到實驗製作
高達幼年居住在瑞士，出身富裕，父親是醫生、母親是瑞士銀行家之女，繼承了龐大遺產。十八歲時回到巴黎。他開始接觸電影，參加在巴黎市內拉丁區的電影放映會。他在電影會裡認識了很多志同道合的朋友，他們後來紛紛成為法國新浪潮的先鋒，其中包括《電影筆記》的創辦人安德烈·巴贊、賈克·希維特、克勞德·夏布洛、法蘭索瓦·杜魯福、賈克·侯吉耶、雅克·德米。
他們共同積極推動改革法國電影，並發表宣言。他們認為電影的本質是寫實。他們主張運用長鏡頭和複雜的場面調度來表達視覺訊息，避免使用不必要的剪接。當高達成為導演之後，經常採用連續長鏡頭來展示電影的真實性。但高達也是運用多重突兀跳接的先鋒。
1950年，高達、埃里克·侯麥和賈克·希維特創辦刊物《電影公報》(Gazette du cinéma)，該刊物出版了五期。1951年安德烈·巴贊創辦《電影筆記》，高達和其他兩人轉而為巴贊寫稿。同期的眾多影評人在往後十數年先後成為電影導演。
高達在二十三歲時因喪母回到瑞士，於瑞士大迪克桑斯坝工作，用賺來的錢買了生平第一部三十五毫米攝影機。趁機拍攝了一套短片《水壩工程》(Opération béton) 。在1955-58年間製作了四套實驗短片，《風騷女子》(Une femme coquette) (1955年)、《大名柏德烈》(Tous les garçons s'appellent Patrick) (1957年) 、《水的故事》(Une histoire d'eau) (1958年) 、《沙樂蒂與男友》(Charlotte et son Jules) (1958年)。
1960年，高達拍攝了他的第一套長片《斷了氣》，獲得了柏林影展最佳導演銀熊獎。此後，高達的電影生涯可劃分為數個時期。在不同時期裡，他有不同的拍攝方向和主題。

### 盛產期
在1959年到1967年間，高達製作了15套長片、8套短片。他始於打亂傳統敍事模式、到後來全以意識形態主導故事發展，並以電影為工具表達他對消費主義的蔑視和反越戰的立場。
他在1958年的布魯塞爾世界博覽會看了奧森·威爾斯的《歷劫佳人》，深受影響，繼而拍攝他的首作《斷了氣》，由楊波·貝蒙和珍·西寶主演，杜魯福撰寫劇本。此片成為法國新浪潮風格的標誌，當中包括靈活運用流行文化、隨意指涉美國主流電影、多重非常規性跳接、棄用廠景改用實景、演員直接向觀眾說話等。
他亦精於運用和諧謔不同電影場景。在《精疲力尽》裡，男主角明顯地模仿堪富利·保加。英格瑪·柏格曼、塞缪尔·富勒、弗里茨·朗的電影對白和場景也間中出現。
高達的第二套製作是《小兵》(Le Petit Soldat)，故事涉及阿爾及利亞獨立戰爭，導致此片在法國禁映三年。電影的女主角是安娜·卡里娜，她成為高達的首任妻子。她繼續擔任高達下一套電影《女人就是女人》（Une Femme est une femme）的女主角。觀眾可在該電影發現荷里活音樂劇的影子。安娜·卡里娜的演出使她在21歲成為柏林影展最佳女主角。
高達在1962年拍攝了《我的一生》(Vivre sa vie)，深受影評界歡迎。安娜·卡里娜飾演一個希望當演員的女子，因為生活拮据而從事性工作，電影展示了平凡性工作者的日常生活和感性一面。
他在《卡賓槍手》(Les Carabiniers) (1963年)表達他的反戰思想。大師級意大利導演羅伯托·羅塞里尼參與撰寫故事。由於他漸有名氣，有電影公司找他投資拍攝《輕蔑》(Le Mépris)，並邀請當時最有名的法國女星碧姬·芭鐸參演。高達在此表達他對電影投資方的商業頭腦的不滿。這電影的色彩運用和場面調度是現代主義藝術在電影呈現的示範。
安娜·卡里娜續任《不法之徒》（Bande à part）(1964)的女主角。高達有意用喜劇手法在不同場景裡指涉匪幫犯罪電影。同年他亦拍攝了《已婚女人》(Une femme mariée) (1964年)。
1965年，高達製成《阿爾發城》，有意諧擬科幻電影和黑色電影、故事大意為一個科學家企圖控制思想來建立一個沒有罪案的城市。之後經過多個月的資金籌集後，《狂人彼埃洛》(Pierrot le fou)得以同年完成。此片的個人言志成分甚強，安娜·卡里娜飾演男主角楊波·貝蒙的女伴，二人在生活不同細節上爭吵，儼然代表高達與卡里娜的婚姻生活。
翌年高達和杜魯福電影《四百擊》的男主角尚-比埃·里奧首次合作，拍成《男人，女人》(Masculin, féminin)，亦使尚-比埃·里奧以二十一歲之齡成為柏林影展最佳男主角。此片捕捉法國的青年一代的心態，受到影評界讚賞，在柏林影展獲得最適合青年觀眾電影的榮譽。同年，高達與安娜·卡里娜在離婚前最後一次合作拍攝長片《美國製造》(Made in U.S.A.)，又再次模仿或顛覆匪幫電影的橋段。
高達在1967年全面透過電影表達對資產階級的不滿、反越戰和反對當權者。年頭的《我所知道她的二三事》(2 ou 3 choses que je sais d'elle)講述一個巴黎女性如何活在消費主義當道的社會。緊接的《中國姑娘》(La Chinoise)描述一群法國共產黨的年青追隨者的生活，包括背誦法文毛澤東語錄和批判美國帝國主義。年尾的《週末》（Week-End）更是對整個法國社會制度的徹底批判。電影雜誌《Premiere》在2007年把此電影評為史上25套最危險的電影之一，與史丹利·庫柏力克的《發條橙》和馬田·史高西斯的《的士司機》同列。

### 戈达尔電影中的政治
政治一直是高達電影的主題。《小兵》(Le Petit Soldat) 是關於阿爾及利亞戰爭，當中包括雙方特工的秘密活動。《卡賓槍手》(Les Carabiniers) 表達戰爭裡喜劇性的荒謬。《我的一生》(Vivre sa vie)揭示巴黎性工作者的不幸處境。
高達也會透過演員的對白反映自身對法國打壓前殖民地的不滿，描述部分青年人渴望政府改革的訴求。他也在多部作品表明反對越戰。

### 革命時期
由1968年起到七十年代，高達嘗試把社會運動思想注入其電影。在六十年代末，他加入Dziga-Vertov電影組織，並多次走訪不同地方拍攝政治性和實驗性極高的電影，大多都未能作或者被拒絕放映。
高達積極關注1968年巴黎的五月風暴，並開始和深受毛澤東思想影響的學生Jean-Pierre Gorin合作拍攝有毛派訊息的電影。1972年的《一切安好》(Tout va bien) 是該時期的代表作，由紅極一時的影星珍·芳達 和伊夫·蒙當主演。

### 戈达尔在1980年代至2000年
高達在1980年開始返回拍攝較為正統的電影。如《慢動作》(Sauve qui peut (la vie)) (1980年)、《激情》(Passion) (1982年)、 《致法迪包殊的信》(Lettre à Freddy Buache) (1982年)、《芳名卡門》(Prénom Carmen) (1984年)。間中也「故態返萌」製作一些廣受爭議的電影，如被天主教會譴責並視為異端的《萬福瑪利亞》(Je vous salue, Marie) (1985年)、或者是被評為不當使用莎士比亞名著的《李爾王》(King Lear) (1987年)。
他後期的電影著重場面的美感和安魂曲式的孤寂。例如有《新浪潮》(Nouvelle Vague) (1990年)、 《高達十二月自畫像》(JLG/JLG, autoportrait de décembre) (1995年) 以及《永遠的莫扎特》(For Ever Mozart) (1996年)。《德國玖零》(Allemagne année 90 neuf zéro) (1991年) 是一個為其二十五年前的作品《阿爾伐城》(Alphaville)拍成續集的嘗試。另外，他亦監製了特輯《世界電影（眾數）史》(Histoire(s) du cinéma)，回顧整個二十世紀的電影發展歷史。

### 2000年後
高達已經年屆七十，仍在嘗試拍電影的新方向。《愛的輓歌》（Eloge de l'Amour）在2001年發行。他一同運用傳統電影膠片拍攝前半部，再用數位攝影機拍攝後半部，交融黑白和彩色影像。下一部作品是2004年的《高達神曲》（Notre Musique），高達重拾戰爭作為題材，包括波斯尼亞戰爭、美國內戰、以巴衝突，以表述美國的戰場無處不在，即使天堂亦有美國的海軍陸戰隊巡邏。2010年，《電影社會主義》在當年的坎城影展一種注目單元首映，是高達首部16:9的高清影片。
2022年9月13日，高達在瑞士接受协助自杀辭世，享耆壽91歲。据高達的家人透露，高達本人生前并没有患病，只是对人生感到“筋疲力尽”。

## 作品
長片作品
- 1960年：《斷了氣》（À bout de souffle）
- 1961年：《女人就是女人》（Une femme est une femme）
- 1962年：《賴活》（Vivre sa vie : film en douze tableaux）
- 1963年：
  - 《小兵》（Le Petit Soldat）
  - 《卡賓槍手》（Les Carabiniers）
  - 《輕蔑》（Le Mépris）
- 1964年：
  - 《不法之徒》（Bande à part）
  - 《已婚婦女》（Une femme mariée）
- 1965年：
  - 《阿爾發城》（Alphaville: une étrange aventure de Lemmy Caution）
  - 《狂人皮埃罗》（Pierrot le Fou）
- 1966年：
  - 《男性，女性》（Masculin féminin）
  - 《美國製造（法语：Made in USA (film, 1966)）》（Made in USA）
- 1967年：
  - 《我所知道她的二三事》（Deux ou trois choses que je sais d'elle）
  - 《中國女人》（La Chinoise）
  - 《週末》（Week-end）
- 1968年：《一部平淡無奇的影片》（Un film comme les autres）
- 1969年：
  - 《一加一》（One + One）
  - 《學習的樂趣》（Le Gai Savoir）
  - 《英國之聲》（British Sounds）
- 1970年：《東風》（Le Vent d'est）
- 1971年：
  - 《義大利的鬥爭》（Luttes en Italie）
  - 《弗拉迪米爾與羅莎》（Vladimir et Rosa）
- 1972年：
  - 《一切安好》（Tout va bien）
  - 《給珍的信》（Lettre à Jane）
- 1975年：《第二號》（Numéro deux）
- 1976年：
  - 《此處與彼處》（Ici et ailleurs）
  - 《你還好嗎？》（Comment ça va）
  - 《六乘二/傳播面面觀》（Six fois deux / Sur et sous la communication）
- 1979年：《兩少年環法漫遊》（France, tour, détour, deux enfants）
- 1980年：《人人為己》（Sauve qui peut (la vie)）
- 1982年：《激情（法语：Passion (film, 1982)）》（Passion）
- 1983年：《芳名卡門》（Prénom Carmen）
- 1985年：
  - 《萬福瑪莉亞》（Je vous salue, Marie）
  - 《偵探（法语：Détective (film)）》（Détective）
- 1987年：
  - 《神遊天地》（Soigne ta droite）
  - 《李爾王（法语：King Lear (film, 1987)）》（King Lear）
- 1988年：《電影史》（Histoire(s) du cinéma）
- 1990年：《新浪潮（法语：Nouvelle Vague (film)）》（Nouvelle Vague）
- 1991年：《德國零年》（Allemagne année 90 neuf zéro）
- 1993年：
  - 《孩子們玩俄語》（Les enfants jouent à la Russie）
  - 《悲哀於我》（Hélas pour moi）
- 1994年：《高達自畫像》（JLG/JLG. Autoportrait de décembre）
- 1996年：《永遠的莫札特》（For Ever Mozart）
- 2001年：《歌頌愛情》（Éloge de l'amour）
- 2004年：《我們的音樂》（Notre musique）
- 2010年：《電影社會主義》（Film Socialisme）
- 2014年：《告別語言》（Adieu au langage）
- 2018年：《影像之書》（Le Livre d'image）

## 外部連結
- 高達萬歲 / For Ever Godard （页面存档备份，存于）
- Jean-Luc Godard在互联网电影资料库（IMDb）上的資料（英文）
- Cinema=Godard=Cinema （页面存档备份，存于）, a hub for academic information and discussion about Godard
- Jean-Luc Godard （页面存档备份，存于） at the Criterion Collection
- Jean Luc Godard Biography （页面存档备份，存于） at newwavefilm.com
- Jean-luc Godard Timeline （页面存档备份，存于）
- Detailed filmography of Jean-Luc Godard （页面存档备份，存于） on unifrance.org
- Jean-Luc Godard （页面存档备份，存于） at The Guardian Film
- Jean-Luc Godard at The New York Times Movies
- Guardian interview (29 April 2005) （页面存档备份，存于）
- Video dialog—in French—between Godard and the French writer Stéphane Zagdanski about Literature and Cinema, November 2004 （页面存档备份，存于）
- Interview with Jean-Luc Godard, 1972 （页面存档备份，存于）
- Film catastrophe, the shooting of Film socialisme aboard the Costa Concordia （页面存档备份，存于）